# 在中国的巴基斯坦人
在中国的巴基斯坦人或称在华巴基斯坦人，主要是临时居民，包括国际学生和跨境商人。集中在中国西北地区的新疆维吾尔自治区(少數世居香港)。

## 学生
2004年12月，巴基斯坦与国家留学基金委员会达成协议，向中国派遣正式奖学金学生；第一批300人计划于2005年6月在中国15所不同的大学入学，随后的5年中，将派遣每批500人共2500人。他们的课程将使用英语作为教授语言，而他们也将学习汉语作为外语。截至2006年，巴基斯坦学生在中国的总数估计为1000人。新疆是巴基斯坦人来华留学的主要目的地之一。截至2009年，约有500名巴基斯坦留学生在新疆的大学入学，其中新疆医科大学的比例最高，为484人。其中包括从沙特阿拉伯巴基斯坦移民人口中抽取的约120名学生。最吸引巴基斯坦学生的一点是大学决定不再使用中文而是英文作为主要的教学语言，不过这对那里的教授来说是具有挑战性的。截至2012年，中国有5000多名巴基斯坦学生，其中大多数在学习医学。
2016年，有1.9万名巴基斯坦学生在中国大学学习，这使得巴基斯坦成为中国第四大留学生来源国。学习的主要学科包括医学、工程学、经济学和管理学。

## 商人
由于边境地区人民币汇率管制的自由化，早在20世纪90年代，喀什就成为巴基斯坦贸易商的热门目的地，它是新疆主要城市中最靠近巴基斯坦的。根据1985年的一项议定书协议，巴基斯坦和中国在喀喇昆仑公路上的红其拉甫口岸于1月至4月关闭。有时这给通过边境口岸进入新疆的巴基斯坦商人带来了困难，而在2004年，700名巴基斯坦商人被驱逐出境。
在乌鲁木齐逐渐形成了一个由巴基斯坦商人组成的大社区，估计有1000到2000人。他们倾向于居住在维吾尔人居住区，但由于这两个群体在经济和文化上存在一些分歧和冲突，维吾尔人和巴基斯坦人之间的关系也存在一定程度的紧张。维吾尔人过去能够通过为来到新疆的巴基斯坦商人充当中间人的角色，向他们出售从广东北部运来的货物，或提供运输服务，从而在经济上受益；然而，自2000年代初以来，巴基斯坦商人倾向于直接从事贸易。中国媒体有时指责巴基斯坦人在新疆从事贩毒问题日益严重，但巴基斯坦商人声称，持有虚假巴基斯坦证件的阿富汗人走私毒品，给巴基斯坦人造成了坏名声。
巴基斯坦商人的另一个热门目的地是浙江义乌。2006年，3232名巴基斯坦人在义乌进入中国，425名巴基斯坦人作为居民留在该市。

## 教育
北京巴基斯坦大使馆学院位於北京市。

## 另見
- 巴基斯坦华人
- 在香港的巴基斯坦人